# Karatúzskoie
Karatúzskoie (en rus: Каратузское) és un poble del krai de Krasnoiarsk, a Rússia, que en el cens del 2010 tenia 7.456 habitants.